# A-kombinationen
A-kombinationen är en valallians i Surinam.
Valalliansen bildades 2005 som en allians mellan de tre partierna Broderskap och enhet i politiken (BEP), Allmänna befrielse- och utvecklingspartiet (ABOP) och Seeka. I parlamentsvalet den 25 maj 2005 fick alliansen 7,3 procent av rösterna och fem (av 51) mandat i nationalförsamlingen. I parlamentsvalet 2010 fick alliansen 4,7 procent av rösterna och sju mandat i nationalförsamlingen.
Under 2012 lämnade BEP alliansen, efter oenighet med ABOP:s Ronnie Brunswijks ledarskap. Före parlamentsvalet 2015 lämnade också Seeka alliansen. Till alliansen anslöt sig dock inför 2015 års val Partiet för nationell enighet och solidaritet (KTPI) och Partiet för demokrati och utveckling (PDO). I valet 2015 fick alliansen 11 procent av rösterna och fem mandat i nationalförsamlingen.

### Fotnoter
1. ↑  Surinam Nationale Assemblee - valet 2010, databasen PARLINE (IPU)
2. ↑  Surinam Nationale Assemblee - valet 2015, databasen PARLINE (IPU)